# Aseret Jemé Tesjoewa
De joodse Aseret Jemé Tesjoewa (Hebreeuws voor de 'tien dagen van inkeer') verwijst naar de periode van tien dagen van Rosj Hasjana (joods nieuwjaar) tot en met Jom Kipoer (Grote Verzoendag), dus van de eerste tot de tiende dag van de maand tisjri.
In deze weken worden speciale gebeden toegevoegd aan de dagelijkse gebedsdiensten en worden 's nachts bijzondere gebedsdiensten gehouden, waarbij gesmeekt wordt om vergiffenis voor de zonden van het afgelopen jaar. Deze smeekbeden heten Seliechot en ook de betreffende gebedsdiensten worden meestal zo genoemd. Deze periode wordt ook gebruikt om bij de medemens vergiffenis te vragen en ruzies bij te leggen, voor zover dit niet reeds in de voorafgaande maand van eloel is geschied.